# Болнице у Народноослободилачком рату
Болнице у Народноослободилачком рату, познатије као партизанске болнице, биле су импровизоване здравствене установе формиране у току оружане борбе у циљу лечења и неге рањеника и болесника. Одиграле су значајну улогу омогућивши враћање у борбу хиљада рањеника и болесника.

## Врсте болница
У току НОБ-а угланом су постојала два основна типа болница: сталне стационарне болнице, везане за одређену територију, од којих су једне биле јавне, а друге тајне и покретне болнице, различитог састава и задатака у оквиру појединих јединица.

### Непокретне болнице
Непокретне болнице које су се налазиле на слободној територији биле су у највећем броју случајева јавне тј. за њих је знало и њима се служило становништво из ближе и даље околине. Такве су болнице у почетку устанка па и касније у Србији, Босни, Црној Гори и Хрватској.
Болница у Ужицу једна је од првих и веома значајних у 1941. години. У њу су упућивани сви рањеници и болесници са слободне територије, тако да их је било 700—1.000 (укљућујући и болнице у Пожеги и Чачку). Ова болница евакуисана је крајем новембра на Златибор
Болница у Жабљаку организована је крајем новембра 1941. и постојала је око шест месеци. Кроз њу је прошло око 500 рањеника и болесника.
Болница у Фочи од краја јануара до маја 1942, поред осталог, збринула је борце промрзле у игманском маршу.
У Грмечу болнице су играђене у другој половини 1942. код Добре Воде и код села Ластаве.
Болница Јасиковац на планини Клековачи била је активна од друге половине 1942. до 13. фебруара 1943. хоспитализовала је око 700 болесника и рањеника.
У Шековићима болница ради од септембра 1941, а у Доњој Трнови у источној Босни од пролећа 1943.
Једно време до рушења 1943 године радила је болница у Пријепољу, на левој обали Лима у подножју брда Кошевине.
Болница у Петровој гори, је прва територијална болница у Хрватској, почела је да се гради крајем септембра 1941. (одржала се до краја рата) са одељењима: Купињак, Перна, Дуњак, Збјег, Скрад, Слуњ, која су понекад деловала као самосталне мање болнице.
Болница на Бијелим потоцима на планини Пљешивици у Лици организована је 1942. као и друге болнице у Лици (Трновац, Турјански, Крбавица, Подлапац, Дрежница, Добро Село) и Банији.
Болнице у саставу босанскопетровачког болничког басена оргонизоване су у другој половини 1942. у Босанској крајини већином као болнице одређеног профила (за тешке, лаке, заразне рањенике и болеснике, реконвалесценте итд. — болнице Орашевац, Јасиковац, Дринићи, Слатина, Шобутовац, Бјелај, Суваја, Скакавац, Смољане, Мишљеновац) укупног капацитета 1.000 до 1.500 лежаја.
Позната болница у Македонији била је на планини Кожуфу — Влашки Колибиса хируршким (50—70 лежаја), интерним (30 лежаја), заразним одељењем и одељењем за оболеле од туберкулозе. У току завршних операција у централној Македонији 1944. формира се у селима Горњи Врановци и Горње Јаболчиште болница Главног штаба НОВ и ПО Македоније, у којој је пружена помоћ више од 800 рањених и болесних бораца.
Тајне болнице грађене су првенство на просторима на којима, због већег броја непријатељских упоришта одн. комуникативности терена, нису могли применити други начини збрињавања повређених и оболелих. За њих је знао веома мали број људи, заправо само онолико колико је било неопходно за рад болнице, а рањеници и болесници су примани с посебним мерама предострожности (ноћу преко јавки кад их је преузимало болничко особље, дању са завезаним очима и сл.). Приликом изградње водило се рачуна да буду што је више могуће прилагођене околини, тако да се нису примећивале ни са удаљености од неколико корака, обично у шумама или на другим погодним местима.
Међу најпознатије болнице у Словенији у првом реду спада Словеначка централна војнопартизанска болница Кочевски рог са десетак одељења Јелен Брег, Јелен Жлеб, Пуглед, Сподње Лшће, Згорње Лашће, Стари Лог, Винице, Јелен Дол и Лесен Камен, у кругу пречника 10-15 km са укупним капацитетом од око 300 лежаја. Сличне су биле и болнице на Похорју, али су ове биле делом укопане у земљу, док се болница Фрања налазила у брдима изнад села Новака у околини Церног у Словенији.
Болница је формирана новембра 1943. године када је 31. словеначка дивизија НОВЈ морала да евакуише своје рањенике. Место је изабрао доктор Виктор Волчјак, који је у подигао прву болничку бараку у коју су примљени први рањеници.
Карактер тајности био је мање изражен у Славонији на Равној Гори, Папуку и Крндији уз које су обавезно копана и подземна склоништа за смештај рањеника и болесника у случају непосредне опасности. Крајем 1943. било је око 25 таквих болница са капацитетом од укупно 1.000 болесника.
Посебан тип тајних болница јесу болнице у Срему („Ф“ — фрушкогорска у селу Манђелос и у околним селима и „П“ — посавска у селу Карловчић и околним селима), где су рањеници и болесници били додељени појединим домаћинствима (по 2—3 рањеника и болесника) која су била дужна да за њих изграде тајна склоништа — базе.
Иако је безбедност тајних болница почивала углавном на тајности, било је и таквих код којох се унапред мислило, већ приликом бирања места за болницу и на могућност одбране. Таква је била болница Фрања, једна од болница 9. корпуса у близини Церкног, саграђена у неприступачној клисури. Имала је цео одбрамбени систем (спољна и унутрашња линија са минским пољима, митраљеским гнездима, те најзад одбраном самих рањеника и болесника.)

### Покретне болнице
Покретне болнице, углавном су организоване у јединицама због сталних покрета и потребе да се рањеници и болесници што пре збрину. Статут санитарне службе НОВ и ПОЈ усвојен на Петровачком конгресу у септембру 1942. године, предвиђао је се при свакој дивизији оснује покретна болница са хируршким, интерним и заразним одељењем. Карактер покретних болница имале су каткад и бригадне амбуланте, које су повремено са собом водиле десетине рањеника и болесника. За време покрета и болесници су се кретали било пешице, на коњима, вожени на колима (изузетно аутомобилом или железницом) или ношени на носилима.
Највећа и најважнија покретна болница у току НОР-а је Централна болница Врховног штаба НОВОЈ, формирана у току Четврте и Пете непријатељске офанзиве, са око 3.500—4.000 рањеника и болесника. Због ње је у близини Прозора у фебруара 1943. вођена чувена битка за рањенике.
Поред наведених болница у земљи известан број партизанских рањеника, око 12.500 био је лечен и у савезничким болницама у Италији и на Малти.